# Jonathan LaPaglia
Jonathan LaPaglia (Adelaide, 1969. augusztus 31. –) ausztrál színész és televíziós személyiség.
2016 óta a Network 10 Australian Survivor című realityshow műsorvezetője. Színészként Frank B. Parker szerepéről ismert a Seven Days – Az időkapu című televíziós sci-fi sorozatban. Feltűnt továbbá A körzet és a Veszélyes küldetés című bűnügyi drámasorozatokban is.

## Fiatalkora és családja
1969. augusztus 31-én született a dél-ausztráliai Adelaide-ben, a holland Maria Johannes (született Brendel) titkárnő, valamint az olasz autószerelő és autókereskedő Gedio "Eddie" LaPaglia három fia közül a legfiatalabbként. Idősebb testvérei Anthony LaPaglia színész és Michael LaPaglia, aki apjukhoz hasonlóan autókereskedő Los Angelesben.

## Magánélete
LaPaglia a kaliforniai Santa Monicában él feleségével, Ursula Brooks-szal és lányukkal.

## Filmográfia

### Film
| Év   | Magyar cím          | Eredeti cím               | Szerep                 | Magyar hang   |
| ---- | ------------------- | ------------------------- | ---------------------- | ------------- |
| 1997 | Agyament Harry      | Deconstructing Harry      | első kameraasszisztens |               |
| 1998 | Tóparti víkend      | Origin of the Species     | Stan                   |               |
| 2000 | Pokolkapu           | Under Hellgate Bridge     | Vincent                | Végh Péter    |
| 2008 |                     | Jack Rio                  | Devon Russel           |               |
| 2008 |                     | A Beautiful Life          | Vince                  |               |
| 2011 | A fejvadász         | The Hit List              | Neil McKay nyomozó     |               |
| 2013 | Halálos mélység     | Pioneer                   | Ronald                 |               |
| 2014 |                     | The Reckoning             | Robbie Green nyomozó   |               |
| 2016 |                     | The Secrets of Emily Blai | Dr. Bogan              |               |
| 2019 | Az aszfalt királyai | Ford v Ferrari            | Eddie                  | Kőrösi András |

### Televízió
| Év        | Magyar cím                       | Eredeti cím                  | Szerep                    | Megjegyzések                                  |
| --------- | -------------------------------- | ---------------------------- | ------------------------- | --------------------------------------------- |
| 1996–1997 | Veszélyes küldetés               | New York Undercover          | Tommy McNamara nyomozó    | főszereplő (3. évad)                          |
| 1998      | Esküdt ellenségek                | Law & Order                  | Frank Russo               | 1 epizód                                      |
| 1998      | Inferno – Hőhullám               | Inferno                      | Eddie                     | tévéfilm                                      |
| 1998–2001 | Seven Days – Az időkapu          | Seven Days                   | Frank Parker hadnagy      | főszereplő                                    |
| 2001–2004 | A körzet                         | The District                 | Kevin Debreno nyomozó     | - főszereplő (2-4. évad) - rendező (1 epizód) |
| 2002      |                                  | The Agency                   | Kevin Debreno nyomozó     | 1 epizód                                      |
| 2004      | Ártatlan igazság                 | Plain Truth                  | Cooper                    | tévéfilm                                      |
| 2004      | A gyűrű átka                     | The Dead Will Tell           | Billy Hytner              | tévéfilm                                      |
| 2006      |                                  | Windfall                     | Dave Park                 | 8 epizód                                      |
| 2006      | Esküdt ellenségek: Bűnös szándék | Law & Order: Criminal Intent | Jack McCaskin             | 1 epizód                                      |
| 2007      | A griff támadása                 | Gryphon                      | Seth of Delphi herceg     | tévéfilm                                      |
| 2007      | Maffiózók                        | The Sopranos                 | Michael, a hóhér / önmaga | 2 epizód                                      |
| 2008      | NCIS                             | NCIS                         | Langer különleges ügynök  | 2 epizód                                      |
| 2008      | Holdfény                         | Moonlight                    | Jackson Monaghan          | 1 epizód                                      |
| 2008      | Dr. Csont                        | Bones                        | Anton Deluca              | 1 epizód                                      |
| 2008–2010 | Döglött akták                    | Cold Case                    | ADA Curtis Bell           | 10 epizód                                     |
| 2009      | Castle                           | Castle                       | John Knox                 | 1 epizód                                      |
| 2010      | Minden lében négy kanál          | Burn Notice                  | Coleman                   | 1 epizód                                      |
| 2011      |                                  | Final Sale                   | James Dolan               | tévéfilm                                      |
| 2011      |                                  | The Slap                     | Hector                    | főszereplő                                    |
| 2012      | A penge éle                      | Underbelly: Badness          | Anthony "Rooster" Perish  | főszereplő                                    |
| 2013      | Mámor tábor                      | Camp                         | Steve                     | 2 epizód                                      |
| 2014      | A mentalista                     | The Mentalist                | John Acardo               | 1 epizód                                      |
| 2014–2016 |                                  | Love Child                   | Dr. Patrick McNaughton    | főszereplő (1-3. évad)                        |
| 2016–     |                                  | Australian Survivor          | önmaga (házigazda)        | 3. évadtól                                    |
| 2018      | S.W.A.T. – Különleges egység     | S.W.A.T.                     | Machine                   | 1 epizód                                      |

## Fordítás
- Ez a szócikk részben vagy egészben  a   Jonathan LaPaglia című angol Wikipédia-szócikk fordításán alapul.  Az eredeti cikk szerkesztőit annak laptörténete sorolja fel. Ez a jelzés csupán a megfogalmazás eredetét és a szerzői jogokat jelzi, nem szolgál a cikkben szereplő információk forrásmegjelöléseként.